# Лёгкая атлетика на летних Олимпийских играх 2008 — эстафета 4×400 метров (женщины)
Соревнования в эстафете 4×100 метров у женщин на летних Олимпийских играх 2008 в Пекине проходили 22 и 23 августа на Пекинском национальном стадионе.
В августе 2016 года решением МОК сборная России была лишена серебряных медалей из-за положительных допинг-проб Анастасии Капачинской и Татьяны Фировой. Результат сборной Белоруссии (4 место) также был аннулирован из-за положительной допинг-пробы Светланы Усович. Таким образом второе место было присуждено сборной Ямайки, а третьей стала команда Великобритании.

## Медалисты
| Золото                                                                          | Серебро                                                                            | Бронза                                                                      |
| США Мэри Уэйнберг Эллисон Феликс Моника Хендерсон Саня Ричардс Наташа Хастингс* | Ямайка Шерика Уильямс Шерифа Ллойд Розмари Уайт Новелин Уильямс Бобби-Гей Уилкинс* | Великобритания Кристин Охуруогу Келли Созертон Мэрилин Окоро Никола Сандерс |

(*)Участвовала лишь в первом раунде.

## Квалификация участников
16 команд, допущенных к участию в соревнованиях, были отобраны по среднему из двух лучших результатов, показанных в квалификационный период с 1 января 2007 года по 23 июля 2008 года.

## Рекорды
Данные приведены на начало Олимпийских игр.
| Мировой рекорд     | СССР Татьяна Ледовская Ольга Назарова Мария Пинигина Ольга Брызгина | 3:15,17 | Сеул (Южная Корея) | 1 октября 1988 года |
| Олимпийский рекорд | СССР Татьяна Ледовская Ольга Назарова Мария Пинигина Ольга Брызгина | 3:15,17 | Сеул (Южная Корея) | 1 октября 1988 года |

По итогам соревнований рекорды не изменились.

## Соревнования

### Первый раунд
Первые три команды из каждого забега независимо от показанного времени автоматически попадают в финал соревнований. Кроме того, туда попадают две команды, показавшие лучшее время среди всех остальных.
Использованы следующие сокращения:
| - Q — квалифицированы по месту в забеге - q — квалифицированы по времени | - SB — лучший результат в сезоне - PB — лучший результат в карьере - NR — национальный рекорд | - AR — рекорд континента - DNS — не вышли на старт - DNF — не финишировали - DQ — дисквалифицированы |

| Место | Спортсмен                                                                             | Результат | Примечания |
| ----- | ------------------------------------------------------------------------------------- | --------- | ---------- |
| 1.    | Россия · Елена Мигунова, Татьяна Вешкурова, Людмила Литвинова, Татьяна Фирова         | 3:23,71   | Q, SB      |
| 2.    | Куба · Роксана Диас, Сулия Калатаюд, Сусана Клемент, Индира Терреро                   | 3:25,46   | Q, SB      |
| 3.    | Великобритания · Никола Сандерс, Келли Созертон, Мэрилин Окоро, Кристин Охуруогу      | 3:25,48   | Q, SB      |
| 4.    | Германия · Йонна Валеска Тильгнер, Сорина Нвачукву, Флоренс Экпо-Умо, Клаудиа Хоффман | 3:25,55   | q, SB      |
| 5.    | Украина · Оксана Щербак, Татьяна Петлюк, Ксения Карандюк, Наталья Пигида              | 3:27,44   |            |
| 6.    | Польша · Моника Бейнар, Йоланта Войцик, Анна Есень, Гражина Прокопек-Яначек           | 3:28,23   |            |
| 7.    | Индия · Гита Сатти, Манджит Каур, Читра Кулатуммурийил Соман, Мандип Каур             | 3:28,83   |            |
| 8.    | Япония · Сатоми Кубокура, Асами Танно, Маю Кида, Саяка Аоки                           | 3:30,52   | SB         |

| Место | Спортсмен                                                                     | Результат | Примечания |
| ----- | ----------------------------------------------------------------------------- | --------- | ---------- |
| 1.    | США · Мэри Уэйнберг, Моника Хендерсон, Наташа Хастингс, Саня Ричардс          | 3:22,45   | Q, SB      |
| 2.    | Ямайка · Новелин Уильямс, Шерифа Ллойд, Бобби-Гей Уилкинс, Шерика Уильямс     | 3:22,60   | Q, SB      |
| 3.    | Беларусь · Юлиана Ющенко, Ирина Хлюстова, Илона Усович, Светлана Усович       | 3:22,78   | Q, SB      |
| 4.    | Нигерия · Фолашаде Абуган, Джой Амечи Эзе, Олуома Нвоке, Аджоке Одумосу       | 3:24,10   | q, SB      |
| 5.    | Франция · Фара Анашарсис, Телия Сижер, Солан Дезер, Виржини Мишаноль          | 3:26,61   | SB         |
| 6.    | Бразилия · Мария Лаура Алмирау, Жусиани Титу, Эмили Пиньейру, Лусимар Теодору | 3:30,10   |            |
| 7.    | Мексика · Рут Грахеда, Габриэла Медина, Найели Вела, Судикей Родригес         | 3:30,36   |            |
| 8.    | Китай · Хань Лин, Чэнь Цзинвэнь, Ван Цзинпинь, Тан Сяоинь                     | 3:30,77   |            |

### Финал
| Место | Спортсмен                                                                             | Результат | Примечания |
| ----- | ------------------------------------------------------------------------------------- | --------- | ---------- |
| 1.    | США · Мэри Уэйнберг, Эллисон Феликс, Моника Хендерсон, Саня Ричардс                   | 3:18,54   | SB         |
| 2.    | Ямайка · Шерика Уильямс, Шерифа Ллойд, Розмари Уайт, Новелин Уильямс                  | 3:20,40   | SB         |
| 3.    | Великобритания · Кристин Охуруогу, Келли Созертон, Мэрилин Окоро, Никола Сандерс      | 3:22,68   | SB         |
| 4.    | Куба · Роксана Диас, Сулия Калатаюд, Сусана Клемент, Индира Терреро                   | 3:23,21   | NR         |
| 5.    | Нигерия · Джой Амечи Эзе, Фолашаде Абуган, Олуома Нвоке, Аджоке Одумосу               | 3:23,74   | SB         |
| 6.    | Германия · Йонна Валеска Тильгнер, Сорина Нвачукву, Флоренс Экпо-Умо, Клаудиа Хоффман | 3:28,45   |            |
| DSQ   | Россия · Юлия Гущина, Людмила Литвинова, Татьяна Фирова, Анастасия Капачинская        | 3:18,82   | SB         |
| DSQ   | Беларусь · Анна Козак, Ирина Хлюстова, Илона Усович, Светлана Усович                  | 3:21,85   | NR         |